# Gabriel Deshayes
Pour les articles homonymes, voir Deshayes.
Gabriel Deshayes, né le 4 décembre 1767 à Beignon et mort le 28 décembre 1841 à Saint-Laurent-sur-Sèvre, est un prêtre catholique français, supérieur général et fondateur de plusieurs congrégations.

## Biographie

### Enfance et scolarité
Le père de Gabriel jouissait d'une certaine aisance, et exerçait le double métier de laboureur et de boucher. Gabriel a gardé les troupeaux avant son entrée au collège.
Il fit ses études primaires à Saint-Malo dans une institution tenue par des ecclésiastiques dont le supérieur était l'abbé Girard.
Ses premières classes achevées, à l'exemple de ses maîtres il souhaitait devenir prêtre. Il entrait au petit séminaire de Saint-Malo, puis quelques années plus tard au grand séminaire de Dinan.

### Un prêtre sous la révolution
Il est ordonné prêtre le 4 mars 1792 des mains de l'évêque 'Augustin Le Mintier, dernier évêque de Tréguier en l'île de Jersey où ce prélat s'était retiré pour se soustraire à la Terreur de la Révolution française.
Après son ordination, Gabriel Deshayes retourne en France et exerce son ministère clandestinement. Il sert d'agent de liaison au clergé réfractaire, et visite en secret les paroisses et les familles, pour y célébrer en cachette la Messe, confesser et prêcher. Recherché par les gendarmes de la toute jeune République, il leur échappe toujours.
Lors du Concordat, il est nommé vicaire de Paimpont, mais en raison de la réforme des diocèses qui entraîne la disparition de l'évêché de Saint-Malo, il est nommé par l'évêque de Vannes, Mgr de Pancemont, vicaire dans sa paroisse de naissance, Beignon.

### Investissement dans la paroisse d'Auray
En 1805, l'évêque de Vannes le nomme curé de la paroisse Saint-Gildas d'Auray. Il y exerce un important ministère de charité auprès des plus pauvres de la ville, il crée des filatures, organise des équipes de travaux pour l'entretien des routes, des fossés, des pavés, en recrutant de chômeurs. Il s'occupe aussi de l'instruction des enfants, fonde des écoles, prêche des missions. Il s'intéresse à la question de la scolarité des enfants sourds ainsi que des enfants de l'espace rural.

### Œuvre importante en faveur des malentendants
Son implication auprès des personnes plus vulnérables, le conduit à structurer des œuvres solidaires et sociales. Il s'intéresse au sort des chômeurs, des malentendants. Il est le fondateur de plusieurs écoles pour enfants sourds, à Auray, Poitiers, Loudun et Orléans, inspiré par les méthodes mises en place avant lui, par les abbés Roch-Ambroise Cucurron Sicard et Charles-Michel de L'Épée. Il crée des écoles qui concernent les filles et aussi les garçons. La première école créée, c'est l'institution des sourds-muets de naissance, une pension établie à la Chartreuse d'Auray, et prise en charge par les Filles de la Sagesse. 

### Éducateur de la jeunesse
Dès 1810, il participe à l'organisation de l'instruction des enfants. Les filles sont confiées aux sœurs de l'Instruction Chrétienne de Saint-Gildas-des-Bois. Les garçons sont pris en charge par les frères de l'instruction chrétienne de Saint-Gabriel. Il développe son œuvre en faveur des aveugles et des mal-voyants.

En 1807, il accueille trois Frères des écoles chrétiennes : c'est leur première implantation en Bretagne après la Révolution. Les enfants viennent si nombreux dans leur école du Manéguen qu'ils font appel à un quatrième Frère. Puis, une dizaine d'années plus tard, avec l'aide des Frères des écoles chrétiennes, il accueille dans son presbytère des garçons afin qu'ils reçoivent une préparation au métier d'enseignant pour agir dans les campagnes bretonnes, il signe avec Jean-Marie de la Mennais l'acte de fondation des frères de l'instruction chrétienne de Ploërmel pour œuvrer en ce sens.

Extrait du traité d'union signé à Saint-Brieuc, le dimanche de la Trinité, 6 juin 1819 par Gabriel Deshayes, Vicaire général et curé d'Auray et J.M. Robert de la Mennais, Vicaire général de Saint-Brieuc :
« Animés du désir de procurer aux enfants du peuple, spécialement à ceux des campagnes de la Bretagne, des maîtres solidement pieux, nous avons résolu de former provisoirement à Saint-Brieuc et à Auray deux noviciats de jeunes gens qui suivront, autant que possible, la règle des Frères des Écoles chrétiennes et se serviront de leur méthode d'enseignement. » 

### Supérieur général de plusieurs congrégations
En 1821, Le Père Duchesne, supérieur des congrégations montfortaines, étant décédé subitement à Saint-Laurent-sur-Sèvre, Gabriel Deshayes, son assistant, est élu pour le remplacer. Il est élu supérieur des congrégations des Pères montfortains et des Filles de la Sagesse,  reconnu supérieur général de la Compagnie de Marie et s'installe à Saint-Laurent-sur-Sèvre.
À 72 ans, il fonde les Sœurs de l'Ange Gardien à Quillan dans l'Aude (avec l'abbé Ormières), et les Frères agriculteurs de Saint François d'Assise dans le diocèse de La Rochelle.
Il meurt à Saint-Laurent-sur-Sèvres le 28 décembre 1841, à l'âge de 74 ans.

## Hommages
En 1997, le lycée et collège de Saint-Gildas-des-Bois prend le nom de Gabriel Deshayes fondateur de la communauté des sœurs.